# Diego Bazán
Diego Alonso Fernando Bazán Calderón (Trujillo, 12 de febrero de 1991) es un empresario y político peruano. Es congresista de la república por La Libertad para el periodo 2021-2026. Se desempeñó como presidente de la Comisión de Defensa y actualmente preside la Comisión de Ética Parlamentaria, así como la Mesa Multipartidaria de Jóvenes Parlamentarios.

## Biografía

### Familia
Es hijo de María Calderón Moreno y de Fernando Bazán Ramírez y nieto de Gonzalo Bazán Castillo. Su abuelo y su padre fueron dirigentes políticos, sindicales y cooperativos, que ocuparon cargos en la dirigencia azucarera peruana.

### Formación
Realizó sus estudios escolares en el colegio Claretiano de Trujillo y es egresado de la carrera de administración y servicios turísticos de la Universidad Privada del Norte (UPN). Tiene diplomados en Gobernabilidad y Administración de empresas de servicios y franquicias.

### Trayectoria empresarial
Fundó el centro de recreación “Laredo Grande Restaurante Ecoturístico”, en el distrito de Laredo. También participó en la llegada a Trujillo de la franquicia Subway.

### Labor social
Es fundador de "Un techo para mi ciudad", iniciativa que, durante el fenómeno de El niño costero, logró la construcción de 23 casas prefabricadas para personas damnificadas en Trujillo.

### Reconocimientos
Fue reconocido por la Cámara de Comercio y Producción de La Libertad como Empresario joven del año. También fue reconocido por el Consejo Regional de la Juventud del Gobierno Regional de La Libertad, como Líder juvenil.
.mm

## Carrera política
Empezó su activismo político a la edad de 12 años, llegando a formar parte de los Chicos Apristas Peruanos (CHAP). Años más tarde fue Secretario de las juventudes del mismo partido.
En el año 2013 se sumó a la formación del Movimiento Regional para el Desarrollo con Seguridad y Honradez. En 2014 postuló por dicho movimiento a la alcaldía distrital de Laredo, siendo uno de los candidatos más jóvenes de todo el país en dicho proceso electoral.
En 2015 fue convocado por Elidio Espinoza, alcalde de Trujillo en ese momento, a su equipo de gestión, ocupando el cargo de Gerente de Desarrollo Empresarial y Jefe de la Policía de Comercio Informal. En dichos cargos trabajó por el ordenamiento de varios sectores de la ciudad, además de la creación de la feria EDUKA.

### Elecciones 2021
En el año 2020 postuló como Congresista de la República por el partido Renovación Popular, agrupación liderada por el actual alcalde de Lima, Rafael López Aliaga. Bazán resultaría electo con 22 200 votos, la más alta de la región La Libertad.

## Labor parlamentaria
Desde el 9 de agosto de 2021, Diego Bazán integra la bancada Avanza País - Partido de Integración Social. Durante la legislatura 2021 – 2022 presentó 17 proyectos de ley. También ha formado parte de comisiones congresales.

### Presidente de la Comisión de Defensa
El 19 de septiembre de 2022 fue elegido presidente de la Comisión de Defensa Nacional, Orden Interno, Desarrollo Alternativo y Lucha contra las Drogas para el periodo anual de sesiones 2022-2023. Durante el ejercicio de sus funciones se aprobaron dictámenes relacionados al fortalecimiento de la Policía Nacional del Perú como Ley de permanencia del comandante general de la Policía Nacional por un período de dos años, Ley de ascensos, Ley de la carrera y situación policial, Ley de la Policía Nacional. Asimismo, dicha comisión insitió en normas para disminuir los descuentos por concepto del Fondo de Vivienda Militar Policial y la devolución de aportes al pasar a la situación de retiro sin ser beneficiado. En materia de seguridad ciudadana, durante la gestión de Bazán, se aprobaron dispositivos como los medios de defensa, restricciones de motos lineales, comités de autodefensa, mapa del delito, apoyo de asociaciones de motos para combatir inseguridad ciudadana, modificaciones a la Ley del Sistema Nacional de Seguridad Ciudadana, entre otros.

### Presidente de la Comisión de Ética Parlamentaria
Diego Bazán Calderón fue elegido como presidente de la Comisión de Ética Parlamentaria para el período bianual 2023-2025, el 28 de agosto de 2023.
Durante su mandato se propuso la modificación del Código de Ética Parlamentaria y Reglamento del Código de Ética Parlamentaria con respecto al procedimiento por flagrancia, reduciendo considerablemente los plazos.

### Presidente de la Mesa Multipartidaria de Jóvenes Parlamentarios
Diego Bazán Calderón preside la Mesa Multipartidaria de Jóvenes Parlamentarios para el periodo legislativo 2023 – 2024, grupo de trabajo conformado por 17 congresistas jóveens que tiene como objetivo contribuir con el desarrollo integral de los jóvenes en el Perú.

## Oposición al gobierno de Pedro Castillo
Diego Bazán se posicionó como opositor al oficialismo durante el mandato de Pedro Castillo. Aplicó acciones de control político al interpelar al ex Ministro de Educación Carlos Gallardo Gómez por el caso de la filtración del examen nacional de docentes. Asimismo, presentó una moción de interpelación contra Eduardo González Toro, Ministro de Energía y Minas en ese momento, por la desingación de Daniel Salaverry Villa en el directorio de PERUPETRO S.A. También presentó una moción de interpelación en contra de Hernán Condori Machado, Ministro de Salud, por cuestionamientos relacionados con la promoción de agua arracimada, la cual terminó en la aprobación de la censura de dicho ministro.
Bazán se posicionó a favor de las tres mociones de vacancia por incapacidad moral presentadas contra Pedro Castillo, siendo coautor de la tercera moción de vacancia presentada ante el pleno del Congreso. Asimismo, presentó un Proyecto de Ley de reforma del Reglamento del Congreso para reducir, de 87 a 78, la cantidad de votos necesarios para declarar la vacancia presidencial por incapacidad moral.
Durante el intento de golpe de Estado por parte de Pedro Castillo, Diego Bazán solicitó que se activara el procedimiento de sucesión constitucional.